# Willie Anderson
William Law Anderson (21 de outubro de 1879 – 25 de outubro de 1910) foi um emigrante escocês nos Estados Unidos que se tornou o primeiro jogador de golfe a ganhar quatro US Opens, com triunfos em 1901, 1903, 1904 e 1905. Ele continua a ser o único homem a ganhar três títulos consecutivos, e só Bobby Jones, Ben Hogan e Jack Nicklaus igualaram seu total de quatro campeonatos. Ele é membro do Hall da Fama do Golfe Mundial.